# Referendum in Polen über den Beitritt zur Europäischen Union
Das Referendum in Polen über den Beitritt zur Europäischen Union wurde am 7. und 8. Juni 2003 in Polen abgehalten. Bei einer Wahlbeteiligung von 58,85 % stimmten 77,45 % der Abstimmenden für den Beitritt Polens zur Europäischen Gemeinschaft.

## Hintergrund und Ergebnis
Beim Treffen des Europäischen Rats in Luxemburg 1997 wurde die Aufnahme von Beitrittsverhandlungen mit Polen und weiteren 9 ost- bzw. südeuropäischen Staaten zur EU-Osterweiterung beschlossen. Diese Beitrittsverhandlungen wurden am 12./13. Dezember 2002 abgeschlossen. Am 16. April 2003 wurde in Athen der Beitrittsvertrag, der am 1. Mai 2004 in Kraft trat, durch die EU und die 10 Beitrittskandidaten unterzeichnet.

## Frage des Referendums
Die polnische Regierung unter Ministerpräsident Leszek Miller ließ ein Referendum über die Frage des Beitritts ansetzen. Die gestellte Frage lautete:

Czy wyraża Pan/Pani zgodę na przystąpienie Rzeczypospolitej Polskiej do Unii Europejskiej?

„Stimmen Sie dem Beitritt der Republik Polen zur Europäischen Union zu?“

## Abstimmungsempfehlungen der Parteien
| Stimm- empfehlung   | Politische Partei                    | Politische Partei                           |
| ------------------- | ------------------------------------ | ------------------------------------------- |
| Ja                  |                                      | Bund der Demokratischen Linken (SLD)        |
| Ja                  | Bürgerplattform (PO)                 |                                             |
| Ja                  | Recht und Gerechtigkeit (PiS)        |                                             |
| Ja                  | Polnische Bauernpartei (PSL)         |                                             |
| Ja                  | Arbeitsunion (UP)                    |                                             |
| Ja                  | Wahlkomitee Deutsche Minderheit (MN) |                                             |
| Nein                |                                      | Liga Polnischer Familien (LPR)              |
| Neutral (eher Nein) |                                      | Selbstverteidigung der Republik Polen (SRP) |

Von den sieben nach der Parlamentswahl 2001 im Sejm vertretenen politischen Parteien sprachen sich fünf für ein „Ja“-Votum aus. Zusammen hatten diese fünf Parteien bei der Wahl 2001 80,2 % der Mandate im Sejm gewonnen. Ein „Nein“-Votum wurde von der Liga Polnischer Familien (8,3 % Mandatsanteil) empfohlen und die Selbstverteidigung der Republik Polen (11,5 %) gab keine Abstimmungsempfehlung heraus, mit allerdings deutlicher Tendenz zur Ablehnung. Die sozialdemokratische SLD war die proeuropäischste Partei und die einzige Partei, die offen einen europäischen Bundesstaat und die geplante europäische Verfassung befürwortete. Die 2001 gegründete Bürgerplattform vertrat vor dem Referendum ebenfalls einen ausgesprochen proeuropäischen Standpunkt. Nach dem Referendum wurde ihre Haltung jedoch deutlich zögerlicher und die Partei pochte auf die Erhaltung spezifisch polnischer Rechte in Europa. Die Polnische Bauerpartei nahm gegenüber der EU eine ambivalente Haltung ein. Sie befürwortete ein lockeres Integrationsmodell im Sinne eines „Europas der Nationen“ und forderte ausgedehnte Subventionen für polnische Bauern und ein 18-jähriges Verbot zum Landerwerb in Polen durch EU-Bürger. Ihre Empfehlung für das Ja-Votum gab die Partei erst ab, nachdem die SLD-geführte Regierung vielen ihrer Forderungen nachgekommen war. Die Haltung der rechtskonservativen PiS zu Europa war von Beginn an ambivalent. Im Parteiprogramm wurden zwar die historische Verankerung Polens in Europa, aber auch die Risiken einer Integration auf wirtschaftlichem und kulturellem (identitärem) Gebiet betont. Die Beitrittsbedingungen, die die Regierung ausgehandelt hatte, wurden scharf kritisiert. Der PiS-Parteikongress vom 18. Januar 2003 sprach sich aber trotz differierender Meinungen für ein „Ja“-Votum aus. Die agrarisch-populistische „Selbstverteidigung“ (Samoobrona) zeigte sich EU-kritisch und veröffentlichte im Mai 2003 ein Manifest „Die EU – ihr habt die Wahl!“ Formell gab sie keine Wahlempfehlung aus, jedoch war der Tenor eindeutig eher EU-kritisch. Für die nationalkonservativ-katholische Liga Polnischer Familien war die kritische Haltung zur EU ein Kernpunkt ihrer Programmatik. Sie sprach sich für die Ablehnung des EU-Beitritts aus. Dabei wurden ökonomische, politische und ideologische Argumente angeführt.

## Ergebnis

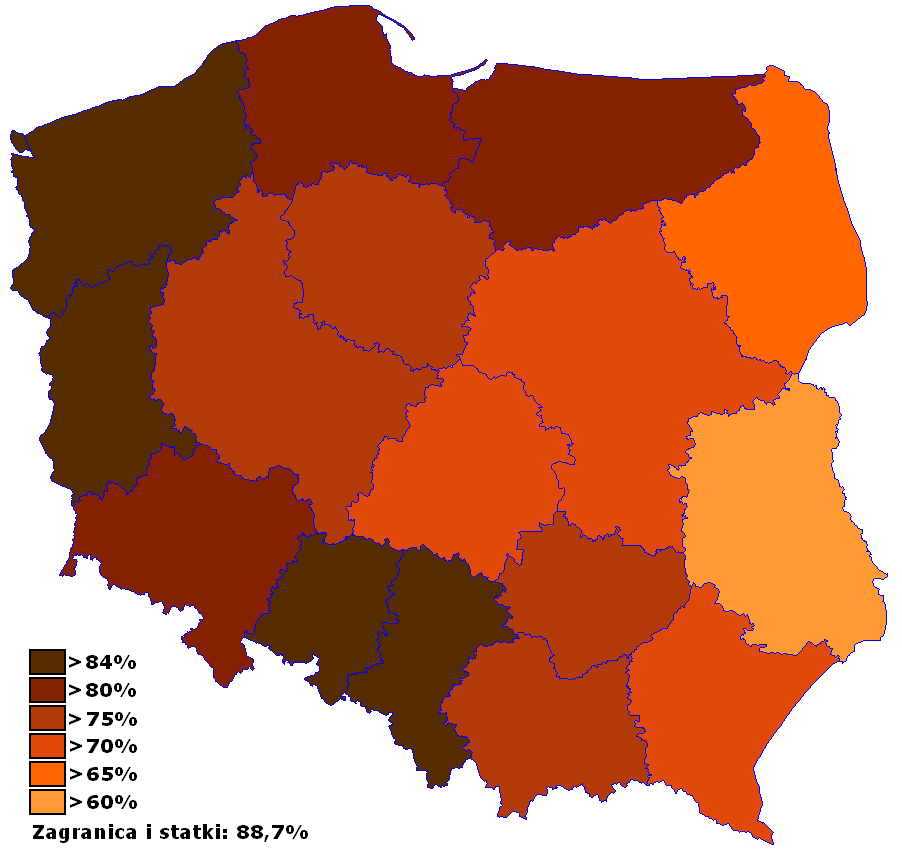
Ergebnisse des Referendums nach Woiwodschaften (% Ja-Stimmen). Obwohl in allen Woiwodschaften die Beitrittsbefürworter die Mehrheit hatten, zeigt sich doch (wie auch schon bei anderen Wahlen) eine Ost-West-Spaltung des Landes in einen pro-europäischen Westen und einen wesentlich europaskeptischeren Osten.

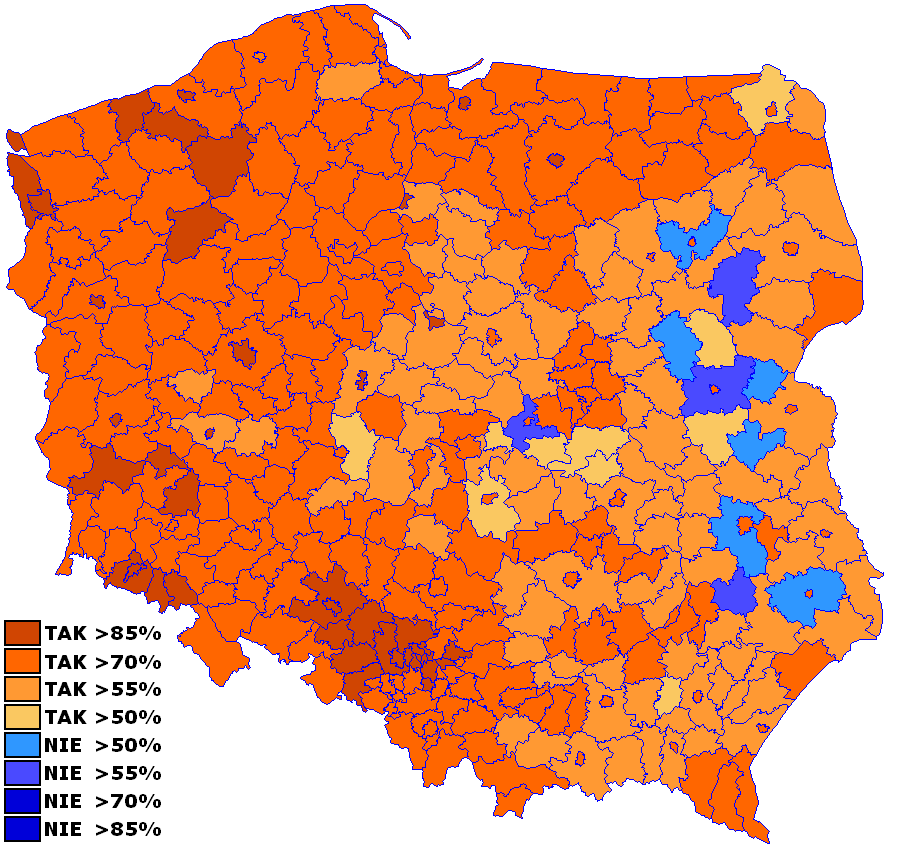
Ergebnis nach einzelnen Powiats

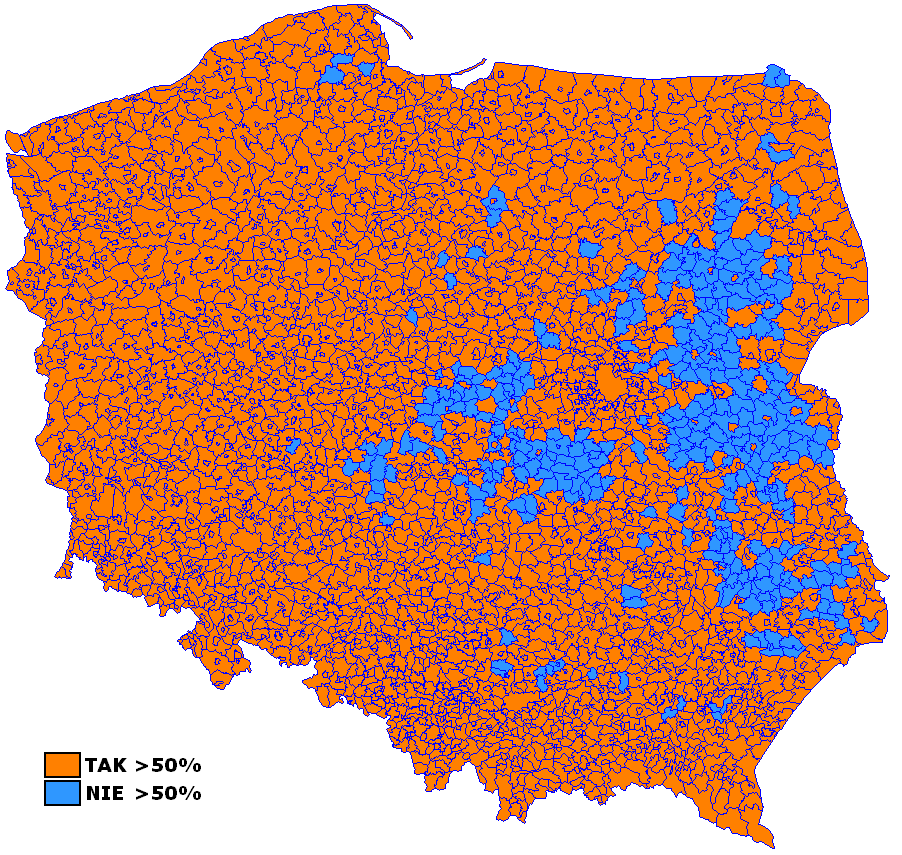
Ergebnis nach Gemeinden

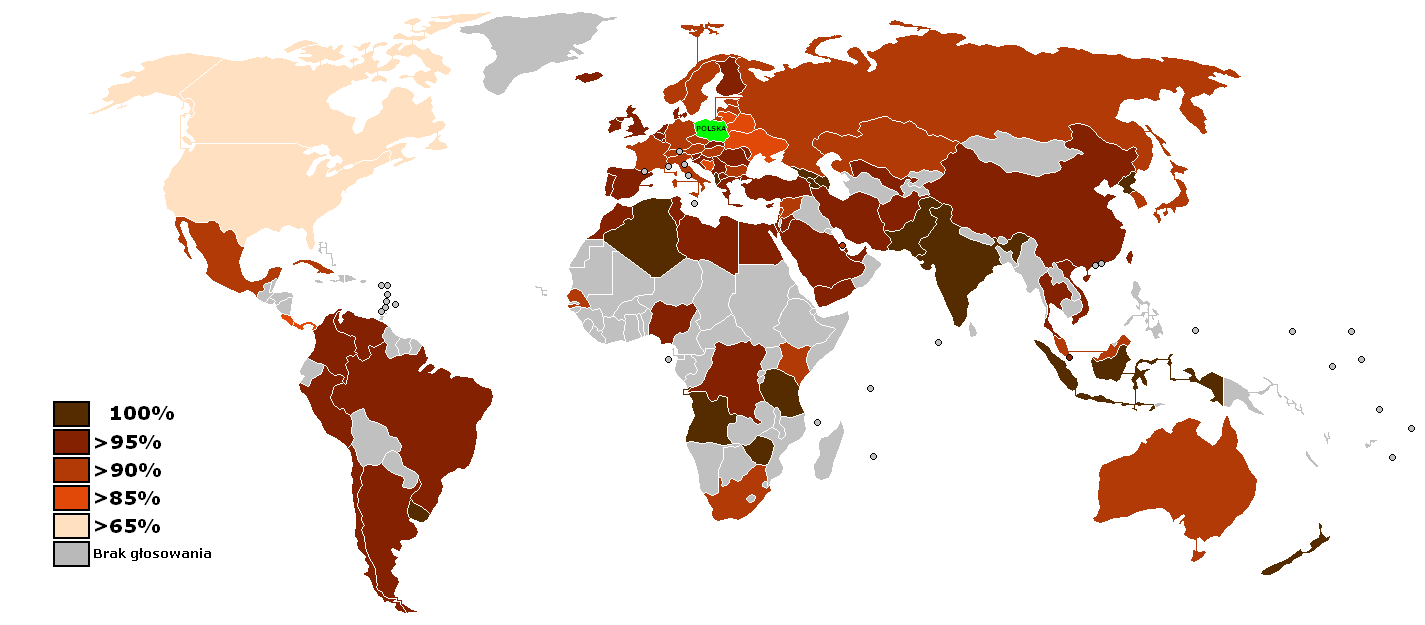
Prozent Ja-Stimmen der ebenfalls wahlberechtigten Auslandspolen. Hier fällt vor allem die relativ EU-skeptische Haltung der Polen in den Vereinigten Staaten auf.

### Gesamtergebnis
Bei einer Wahlbeteiligung von 58,85 % (17.586.215 Wähler) stimmten 77,45 % (13 514 872) mit "Ja" und 22,55 % (3 935 655) mit "Nein". Damit war das Referendum angenommen.
| Votum                 | Stimmen    | Stimmen |
| Votum                 | Zahl       | %       |
| --------------------- | ---------- | ------- |
| Ja                    | 13 514 872 | 77,45   |
| Nein                  | 3 935 655  | 22,55   |
| Gültige               | 17 450 527 | 99,28   |
| Ungültige             | 126 187    | 0,72    |
| Summe                 | 17 576 714 | 100,00  |
| Beteiligung           | 58,85      | 58,85   |
| Erforderliches Quorum | 50,00      | 50,00   |

### Woiwodschaften
In allen Woiwodschaften ergab sich eine deutliche Mehrheit für den EU-Beitritt.
| Woiwodschaft     | Ja         | Ja      | Nein      | Nein    | Beteiligung | Beteiligung |
| Woiwodschaft     | Zahl       | %       | Zahl      | %       | Zahl        | %           |
| ---------------- | ---------- | ------- | --------- | ------- | ----------- | ----------- |
| Niederschlesien  | 1 155 092  | 83,66 % | 225 555   | 16,34 % | 1 388 686   | 60,18 %     |
| Kujawien-Pommern | 711 520    | 77,11 % | 211 268   | 22,89 % | 929 397     | 57,90 %     |
| Lublin           | 596 715    | 63,25 % | 346 661   | 36,75 % | 951 838     | 55,45 %     |
| Lebus            | 380 909    | 84,02 % | 72 453    | 15,98 % | 456 354     | 58,21 %     |
| Łódź             | 844 870    | 71,34 % | 339 488   | 28,66 % | 1 194 200   | 57,70 %     |
| Kleinpolen       | 1 121 202  | 76,15 % | 351 087   | 23,85 % | 1 472 289   | 59,91 %     |
| Masowien         | 1 834 764  | 74,70 % | 621 541   | 25,30 % | 2 474 290   | 60,48 %     |
| Oppeln           | 378 649    | 84,88 % | 67 453    | 15,12 % | 449 437     | 54,56 %     |
| Karpatenvorland  | 634 715    | 70,08 % | 270 956   | 29,92 % | 913 045     | 57,32 %     |
| Podlachien       | 333 656    | 68,63 % | 152 503   | 31,37 % | 490 008     | 52,71 %     |
| Pommern          | 842 147    | 80,25 % | 207 322   | 19,75 % | 1 055 602   | 62,79 %     |
| Schlesien        | 1 927 221  | 84,51 % | 353 184   | 15,49 % | 2 294 120   | 61,40 %     |
| Heiligkreuz      | 403 198    | 75,76 % | 129 035   | 24,24 % | 536 941     | 52,14 %     |
| Ermland-Masuren  | 490 099    | 81,72 % | 109 610   | 18,28 % | 605 366     | 54,73 %     |
| Großpolen        | 1 201 760  | 77,13 % | 356 386   | 22,87 % | 1 570 042   | 60,99 %     |
| Westpommern      | 658 355    | 84,46 % | 121 153   | 15,54 % | 784 287     | 58,48 %     |
| Polen gesamt     | 13 514 872 | 77,45 % | 3 935 655 | 22,55 % | 17 576 714  | 58,85 %     |